# 松澤杏奈
松澤 杏奈（まつざわ あんな、1993年8月11日 - ）は、東京都町田市出身のハンドボール選手。日本ハンドボールリーグの大阪ラヴィッツ所属。

## 経歴
日本女子体育大学時代は2014年の春季菅記念ミニミニカップで敢闘賞を受賞。
2015年は関東学生ハンドボール・春季リーグで優秀選手賞を受賞した。
2016年に新チームの大阪ラヴィッツへ加入。

## 詳細情報

### 年度別成績
| 年       | チーム         | 試合 | フィールド 得点 | 率   | 7m  | 合計  | 警告 | 退場 | 失格 |
| -------- | -------------- | ---- | --------------- | ---- | --- | ----- | ---- | ---- | ---- |
| 2017-18  | 大阪ラヴィッツ | 24   | 30/55           | .545 | 0/0 | 30/55 | 9    | 5    | 0    |
| 2018-19  | 大阪ラヴィッツ | 23   | 10/28           | .357 | 0/0 | 10/28 | 1    | 0    | 0    |
| JHL：2年 | JHL：2年       | 47   | 40/83           | .482 | 0/0 | 40/83 | 10   | 5    | 0    |

- 各年度の太字はリーグ最高

### 記録

#### 日本ハンドボールリーグ
- フィールドゴール初得点：2017年8月26日、対HC名古屋戦（ウィングアリーナ刈谷）[4]

### 背番号
- 3 (2017年 - )